# Utica, Pennsylvania
Utica är en kommun av typen borough i Venango County i Pennsylvania. Vid 2010 års folkräkning hade Utica 189 invånare.